# Одайери
„Одайери“ (на турски: Odayeri) е квартал на Истанбул, разположен в градска околия Еюпсултан. Общата му площ е 8,3 км2. Според данни на Адресната система за регистриране на населението (ABPRS) към 2024 г. населението на „Одайери“ е 229 жители.